# Коефіцієнт розсіювання (оптика)
Коефіцієнт розсіювання — безрозмірна фізична величина, що характеризує здатність тіла розсіювати падаюче на нього випромінювання. Для літерного позначення використовується грецька {\displaystyle \sigma }.
Кількісно коефіцієнт розсіювання дорівнює відношенню потоку випромінювання {\displaystyle \Phi }, розсіяне тілом, до потоку {\displaystyle \Phi _{0}}, що впав на тіло :
{\displaystyle \sigma ={\frac {\Phi }{\Phi _{0}}}.}
Сума коефіцієнта розсіювання і коефіцієнтів поглинання, пропускання та відбиття дорівнює одиниці. Це твердження є наслідком виконання закону збереження енергії.
У загальному випадку, при поширенні паралельного пучка випромінювання в середовищі, де одночасно відбувається розсіювання і поглинання випромінювання, коефіцієнт розсіювання пов'язаний з натуральними показниками розсіювання {\displaystyle r'} і поглинання {\displaystyle a'} співвідношенням:
{\displaystyle \sigma ={\frac {r'}{a'+r'}}\left[1-e^{-(a'+r')l}\right],}
де {\displaystyle l} - відстань, яку проходить випромінюванням в середовищі.
У літературі іноді під терміном «коефіцієнт розсіювання» розуміють показник розсіювання.

## Приклади значеньσ{\displaystyle \sigma }
Наведену вище формулу для {\displaystyle \sigma } можна перетворити до вигляду:
{\displaystyle \sigma ={\frac {r}{\mu }}\left[1-10^{-\mu l}\right],}
де {\displaystyle r} і {\displaystyle \mu } - десяткові показники розсіювання і ослаблення відповідно. У такому вигляді формула дозволяє, використовуючи наявні в нормативній та довідковій літературі дані, розраховувати коефіцієнти розсіювання шарів оптичних матеріалів довільної товщини.
В таблиці для прикладу наведені розраховані таким чином значення коефіцієнтів розсіювання світла (λ = 550 нм) для декількох марок оптичного скла основних типів. Товщина шарів скла у всіх випадках була однаковою і була 1 см. У розрахунках використовувалися літературні дані про значення {\displaystyle r} і {\displaystyle \mu }.